# Jardí botànic de Tours
El Jardí botànic de Tours és el més antic jardí públic de Tours. Va ser realitzat el 1843 per iniciativa del farmacèutic Jean-Anthyme Margueron (1771-1848). Un parc d'animals i una orangerie hi han estat afegides el 1863, després els hivernacles càlids, temperats i freds han estat condicionats el 1890 per Louis Madelin. En els anys 50-60, la foca Boby constituïa una atracció preuada pels nens de la ciutat.
Adreça: 32, Boulevard Tonnellé, 37000 Tours.

## Galeria

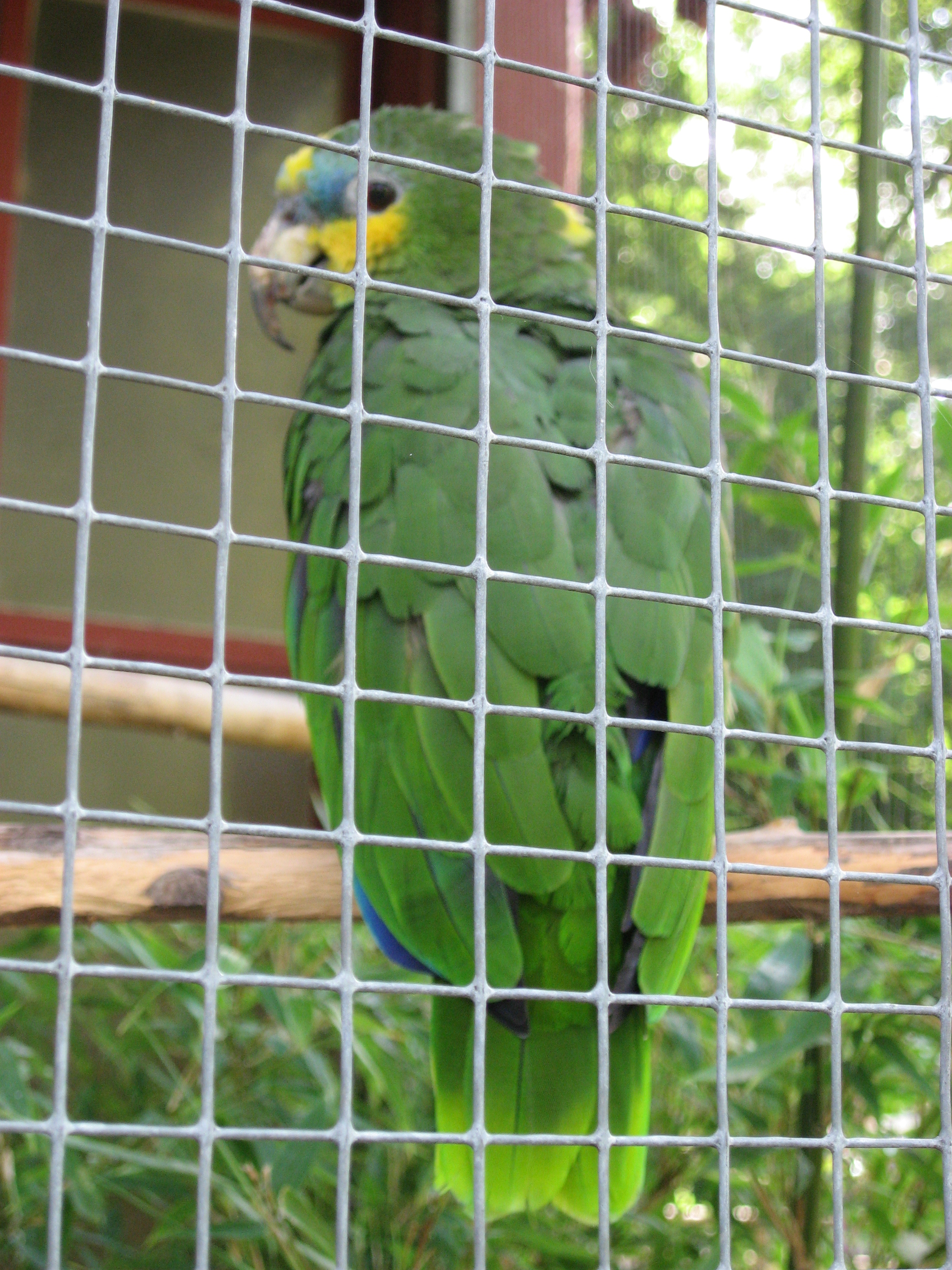
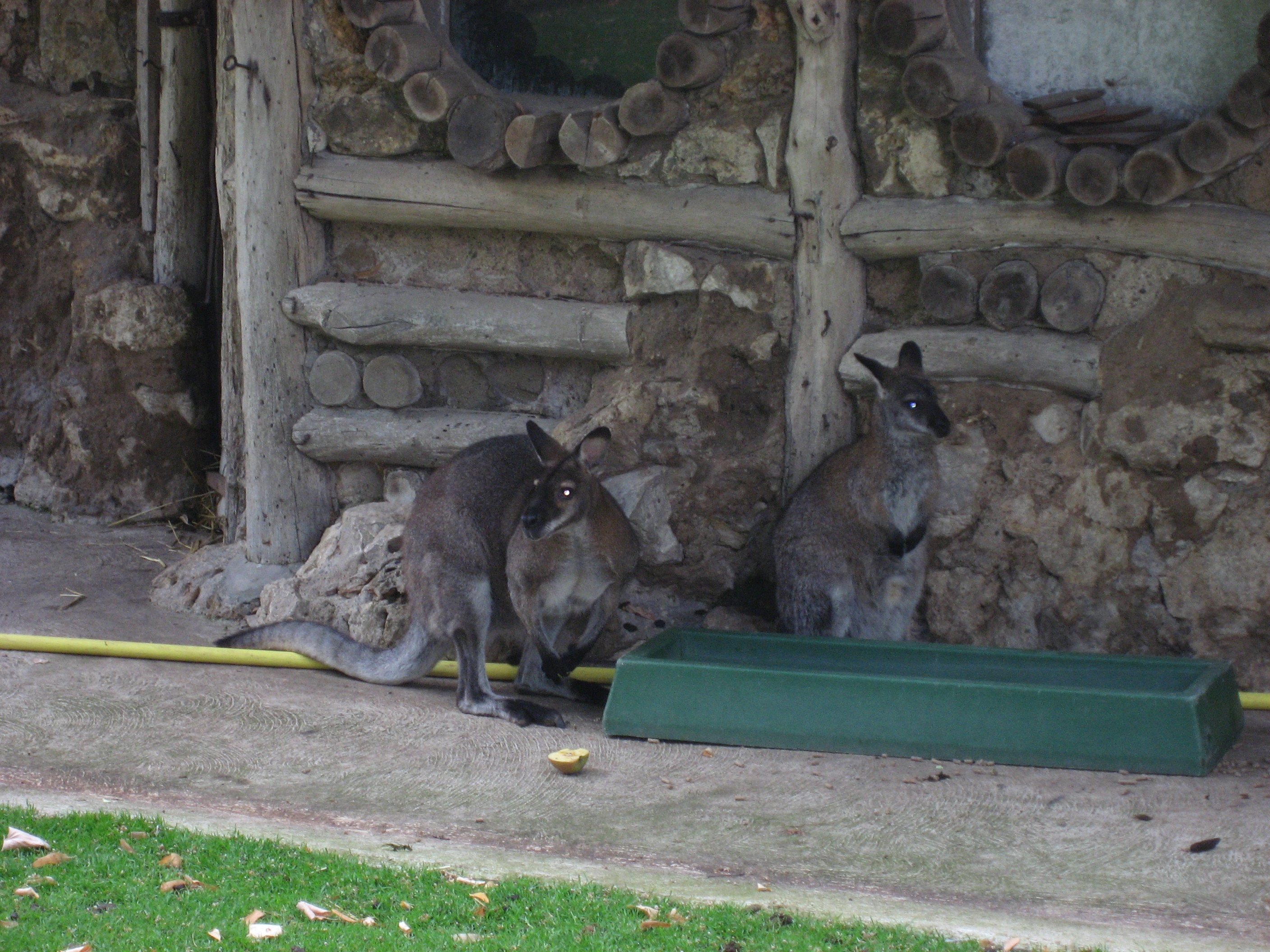
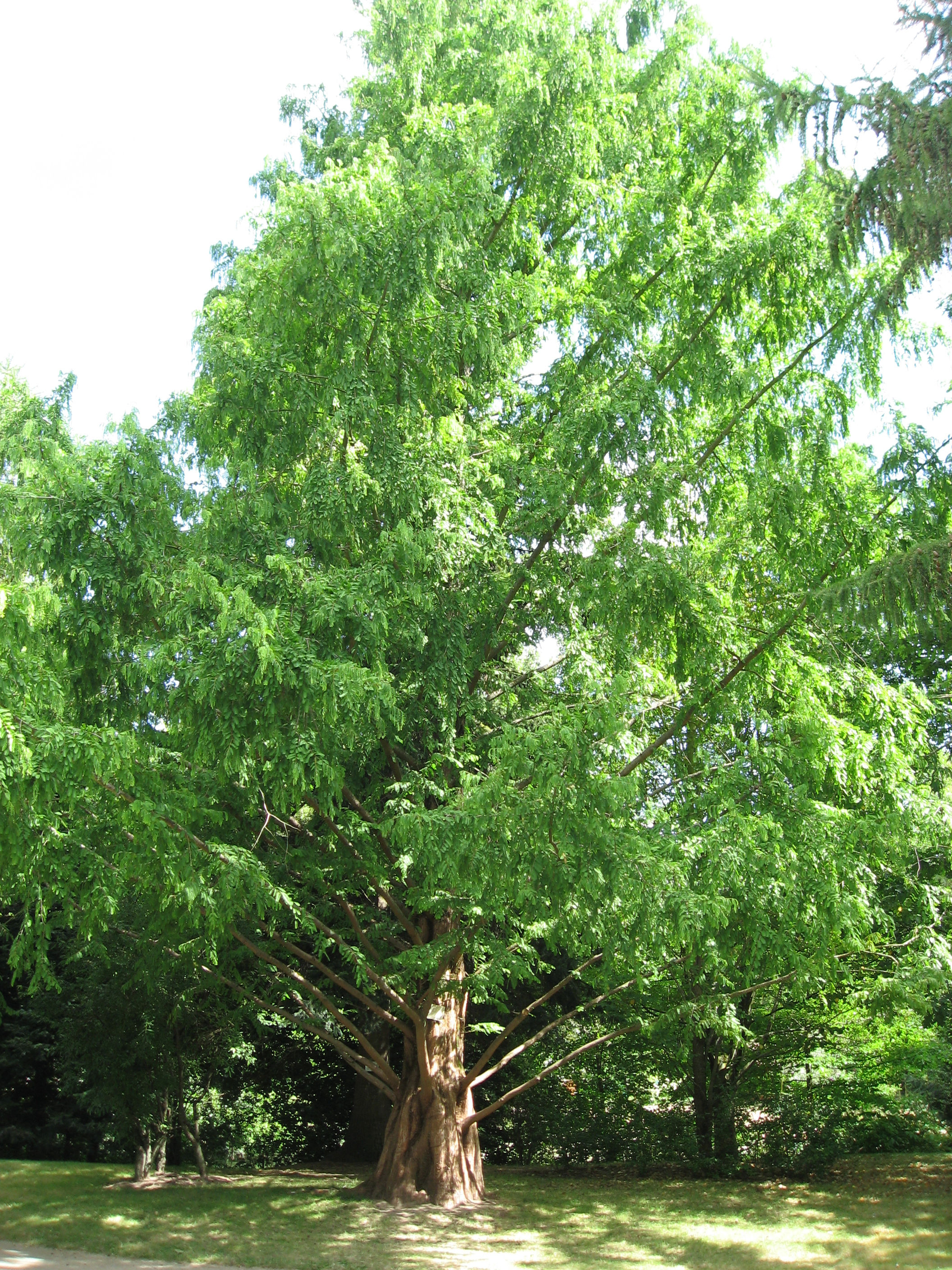
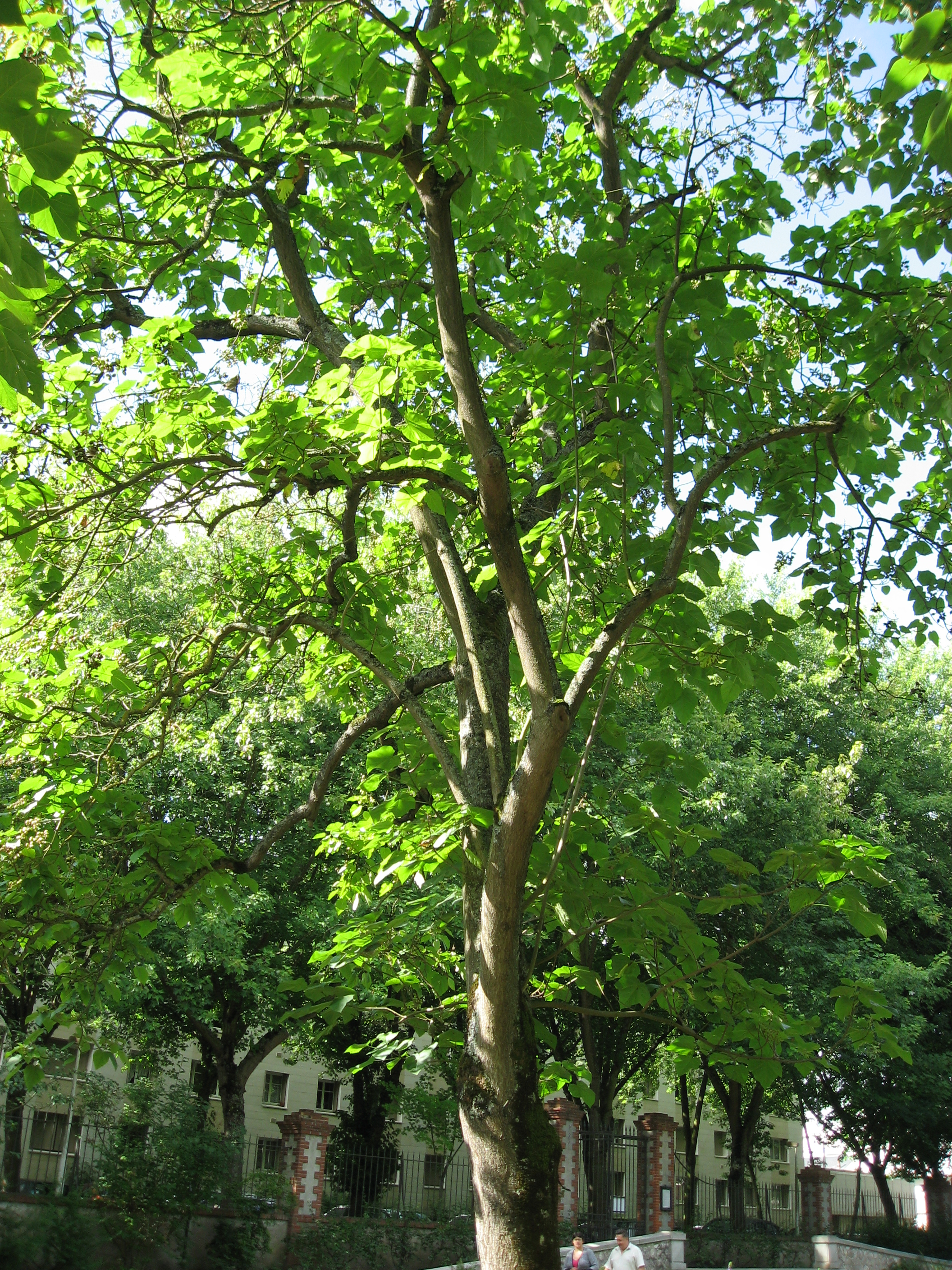
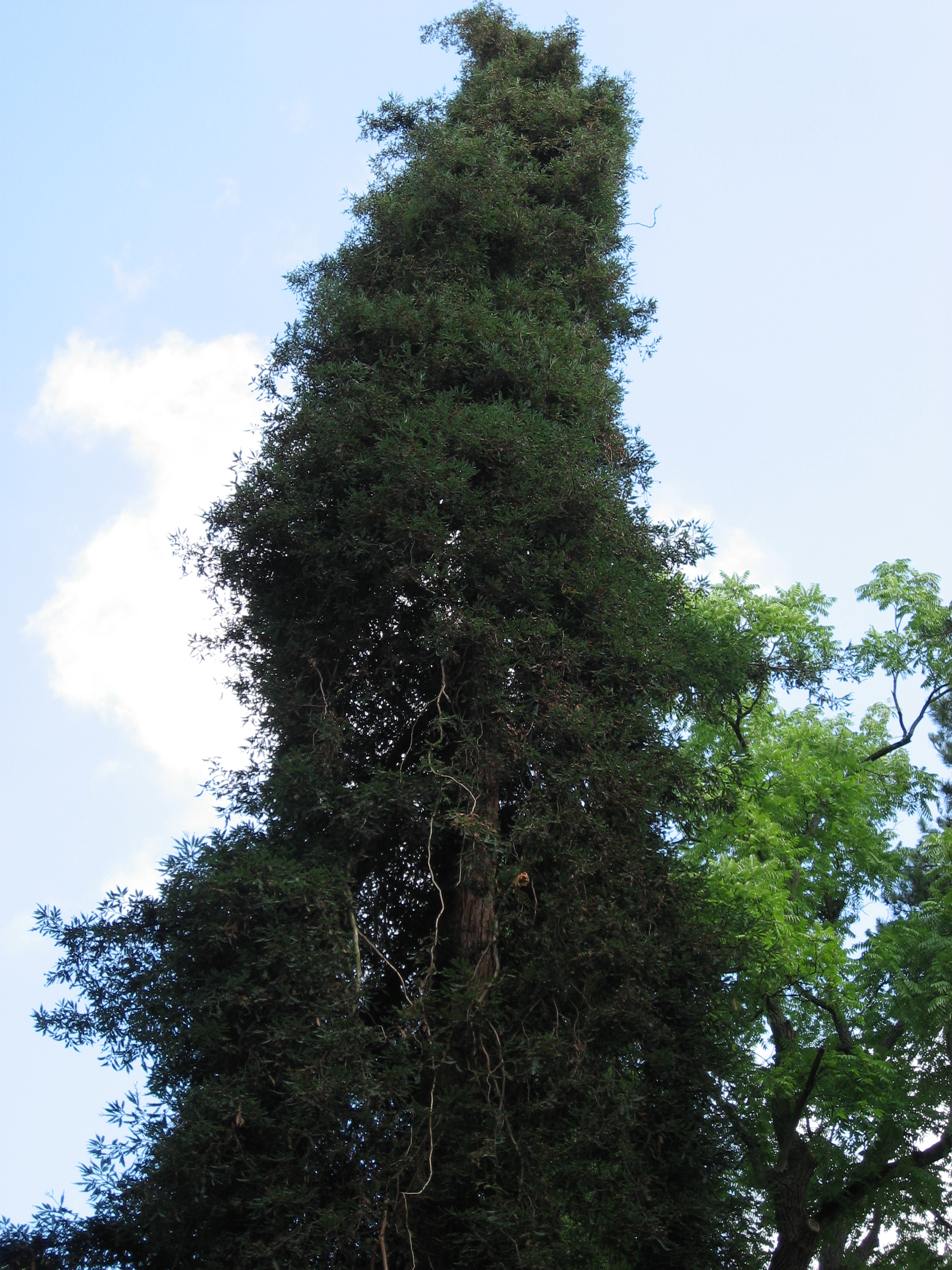
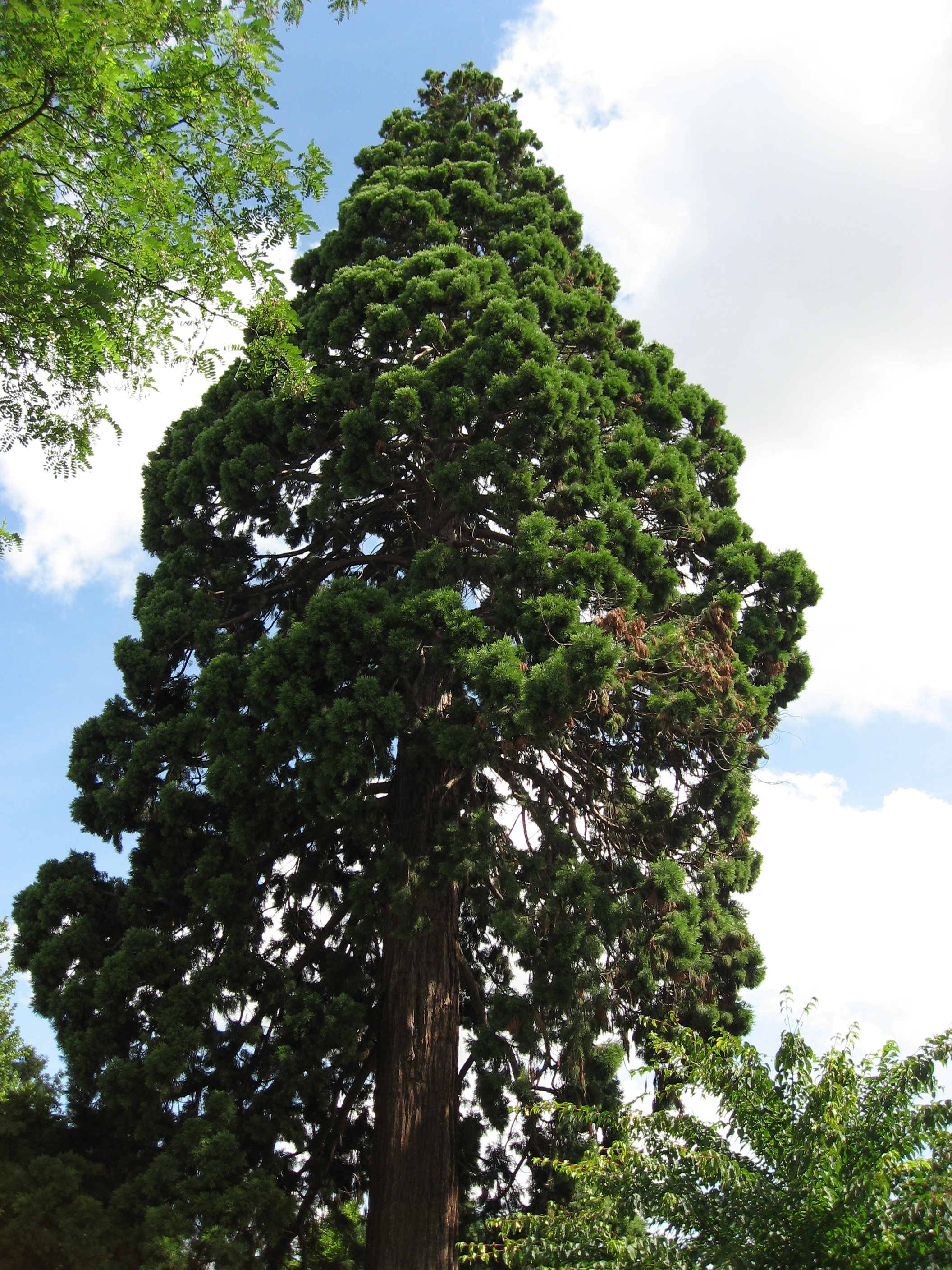
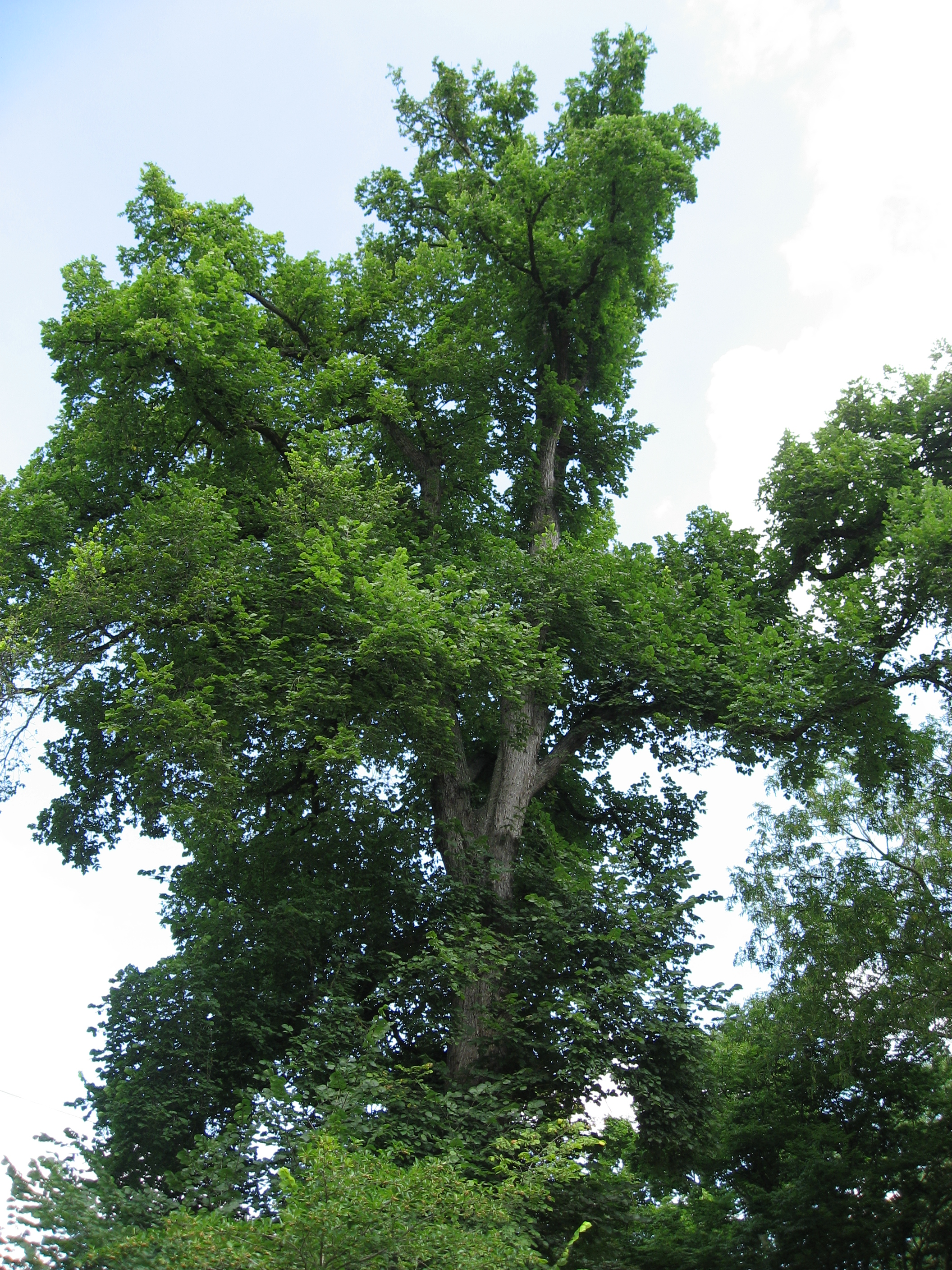
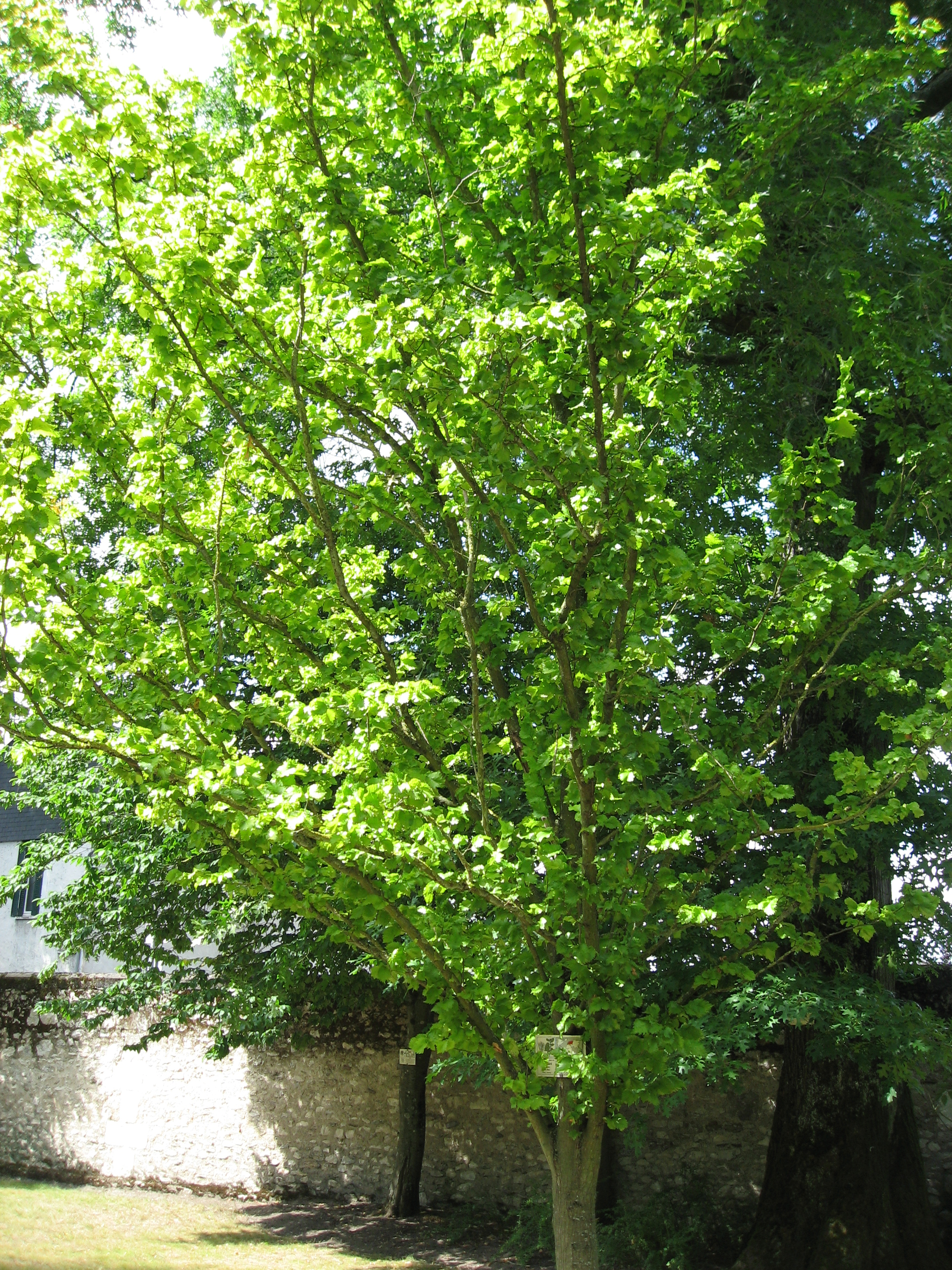